# El lector por horas
El lector por horas és una obra de teatre del dramaturg valencià José Sanchis Sinisterra, estrenada en 1999.

## Ressenya
«El lector por horas». Lorena és una jove que ha perdut la visió; per a fer més suportable la seva vida, el seu acabalat pare, Celso contracta Ismael a fi de que faci lectura de textos en veu alta, evitant qualsevol altra comunicació. Malgrat això, aquesta comunicació entre Ismael i Lorena es produeix, per part d'ella fent-li partícip de les seves inquietuds i els seus sentiments i per part d'ell, simplement accentuant l'entonació en paràgrafs seleccionats de les lectures, i convenients a l'efecte d'allò que vol transmetre. Es trasllueix la difícil relació pare i filla. L'obra acaba amb la fi del contracte d'Ismael i el seu abandó de la casa.

## Muntatges
Estrenada en el Teatre Nacional de Catalunya el 21 de gener de 1999, amb direcció de José Luis García Sánchez, escenografia de Quim Roy, disseny d'il.luminacio Quico Gutiérrez,i interpretació de Juan Diego (Ismael), Clara Sanchis (Lorena) - filla de l'autor - i Jordi Dauder (Celso). Tres mesos després d'aquest mateix muntatge es va representar al Teatro María Guerrero de Madrid.

## Premis
- Premio Max i Fotogramas de Plata a Juan Diego com a millor actor.[4]